# Sheriff (singolo)
Sheriff è un singolo del gruppo musicale italiano Oliver Onions, pubblicato nel 1979 e parte della colonna sonora del film Uno sceriffo extraterrestre... poco extra e molto terrestre, diretto da Michele Lupo.

## Descrizione
Sheriff è un brano scritto da Cesare De Natale, su musica di Guido e Maurizio De Angelis dallo stile italo disco in voga in quel periodo. Il singolo, pubblicato in Italia nel settembre del 1979, fu distribuito con due differenti copertine con stesso numero di catalogo. Una vedeva il duo fotografato sopra una motocicletta, la stessa utilizzata da Bud Spencer all'interno del film, mentre una seconda copertina riproduceva il distintivo da sceriffo che veniva dato in omaggio all'interno del disco come trasferello.
Six Ways è la canzone pubblicata sul lato B del singolo, brano scritto dagli stessi autori e non facente parte della colonna sonora ma, incluso nell'album omonimo dello stesso anno.
Il singolo fu distribuito anche in Germania e Bolivia, con il brano Dreaming Woman sul lato B.